# 도우잔스크

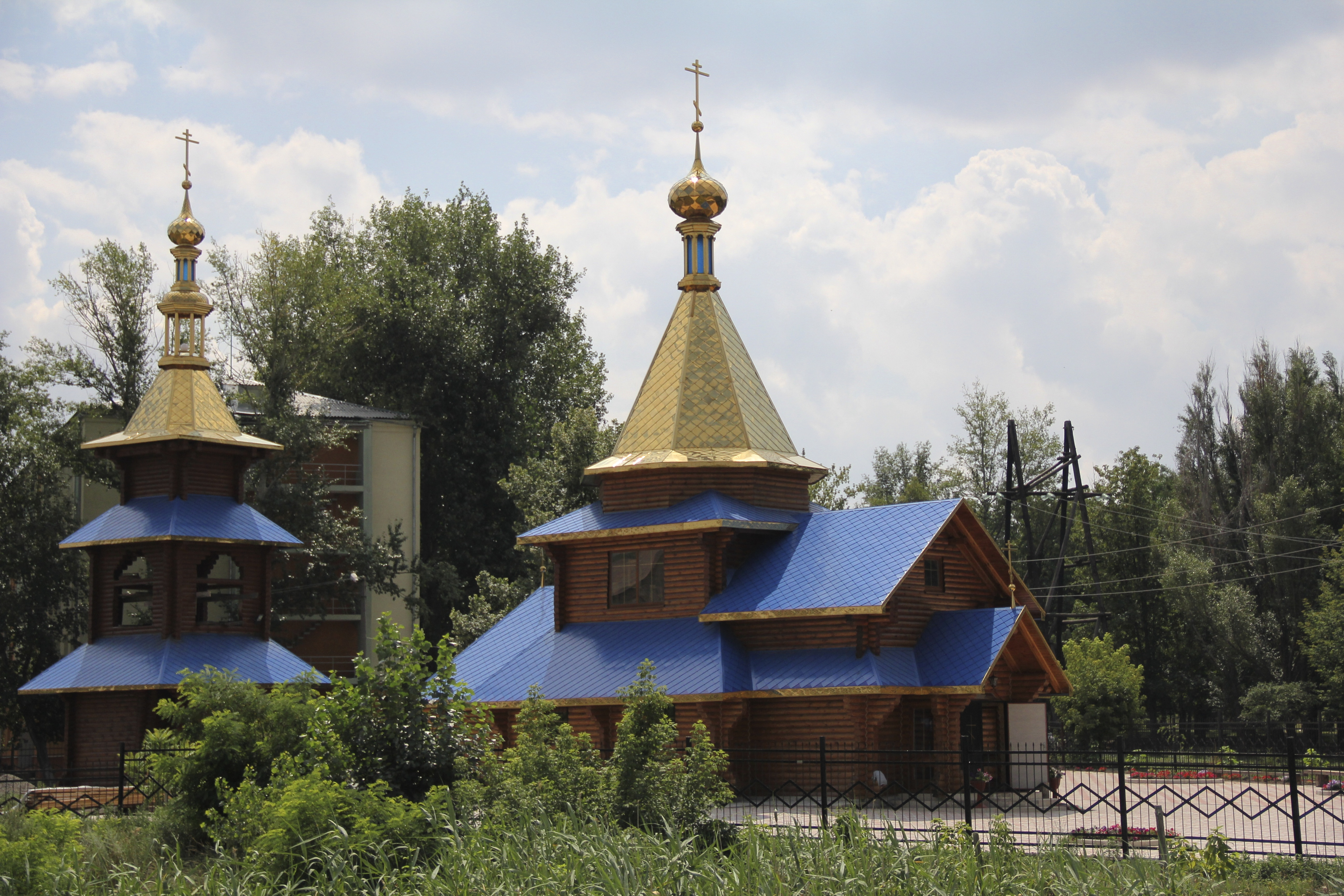

도우잔스크(우크라이나어: Довжанськ) 또는 스베르들롭스크(러시아어: Свердловск)는 우크라이나 루한스크주의 광업 도시로, 러시아와의 국제적으로 인정된 국경 가까이에 위치한다. 도우잔스크군의 행정 중심지이며, 주도 루한스크에서 80km 떨어져 있다. 2014년 이래로 루한스크 인민공화국에 의해 실효 통치되고 있다. 인구는 2022년 추계 기준 62,691명.